# Laxmipur Kodraha
Laxmipur Kodraha – gaun wikas samiti w środkowej części Nepalu  w strefie Dźanakpur w dystrykcie Sarlahi. Według nepalskiego spisu powszechnego z 2001 roku liczył on 1350 gospodarstw domowych i 7755 mieszkańców (3826 kobiet i 3929 mężczyzn).